# Рябинівка (Гур'євський міський округ)
Рябинівка (рос. Рябиновка) — селище Гур'євського міського округу, Калінінградської області Росії. Входить до складу Храбровського сільського поселення.
Населення —  574 особи (2015 рік). 

## Населення
| 2002 | 2010 |
| ---- | ---- |
| 628  | ↘574 |